# NGC 2128
NGC 2128 is een elliptisch sterrenstelsel in het sterrenbeeld Giraffe. Het hemelobject werd op 27 december 1886 ontdekt door de Amerikaanse astronoom Edward D. Swift.

## Synoniemen
- UGC 3392
- MCG 10-9-10
- ZWG 284.6
- IRAS06002+5737
- PGC 18374